# オランダワイン

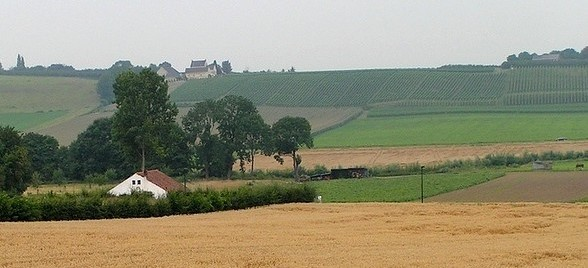
オランダのマーストリヒトとベルギーのカンネの間の国境地帯イェーカー渓谷（Jekerdal）のワインブドウ園。

オランダワイン（オランダ語: Nederlandse wijn）は、ヨーロッパの国家オランダで生産されるワインである。極めて小規模のワイン生産であったが、現在のオランダで言及される最初のブドウ栽培は968年に遡る。しかしながら、近代的ワイン生産は1970年代に開始したに過ぎず、現在オランダ農業の成長強化部門である。現在国内に130の商業ブドウ園がある。

## 歴史
文献上、968年にリンブルフ州でブドウ栽培とワイン生産が行われていたとある。オランダ最古のワインブドウ農園として知られるのはアポステルホーフェで、15世紀に設立された。アポステルホーフェは現在（2008年）フルスト家がイェーカー（イェーケル）渓谷の6ヘクタールの土地でブドウを栽培し、そのワインはオランダ王室でも愛飲されている。
1500年頃まで、オランダではワイン造りが行われていたが、ヨーロッパが寒冷期になると衰退し、その後20世紀末にワイン造りが再開した。1986年にオランダの発明家でワイン商のベルント・シュナイダー（Bernd Schneider）とオランダ発明センター（IDNL）が共同でワイン保存器具のヴァキュヴァン（Vacu Vin）を開発し、世界各国で専門家から一般人まで愛用している。
21世紀に入り、2009年にはドイツでワインの賞「ベルリン･ワイン･トロフィー」を獲得するなどしている。同年にワイン生産農家は81軒になり、1軒あたりの所有畑は平均して1.8ヘクタールである。

## オランダのワイン生産地域
まとめて測定すると160ヘクタール（2007年）になるオランダのワインブドウ園のほとんどは、ヘルダーラント州とリンブルフ州に設立された。加えて、北ブラバント州、北ホラント州、ゼーラント州にワインブドウ園があり、さらに北方のドレンテ州、オーファーアイセル州、フローニンゲン州にある。

## 気候
オランダの不向きな気候のため、メルローとカベルネ・ソーヴィニョンのブドウは大規模な栽培をしていない。

## ブドウ
以下のブドウ品種は適用法により許可されている（Verordening HPA Wijn 2009）。

### 白ワイン用
アウクセロイス、バフース、ビアンカ、シャルドネ、ファバー、ゲヴュルツトラミネール、ヘルダー、フクセルレーベ、ヨハンニッター、 ジュエル、ケルナー、ケルンリング、メルツリング、モリオ・ムスカート、ミュラー・トゥルガウ、オリオン、オルテガ、フェニックス、ピノ・ブラン、ピノ・グリ/ルーレンダー、レヨン・ドール、ライヒェンシュタイナー、リースリング、ソーヴィニョン・ブラン、ショイレーベ、ショーンブルガー、セイヴァル、ジーガーレーベ、ジルヒャー、シルヴァーナー、ヴュルツアー

### 赤ワイン用
カベルネ・フラン、ドミナ、ドルンフェルダー、ドュンケルフェルダー、フローレンタル、フリューブルグンダー、ガメ、ランダル244N、レオン・ミロ、マレシャル・フォッシュ、ムニエ、ピノ・ノワール、プランテット、ポルトギーザー、レゲント、ロンド、サン・ローラン、トリヨンフ・ダルザス、ツヴァイゲルトレーベ

## ギャラリー

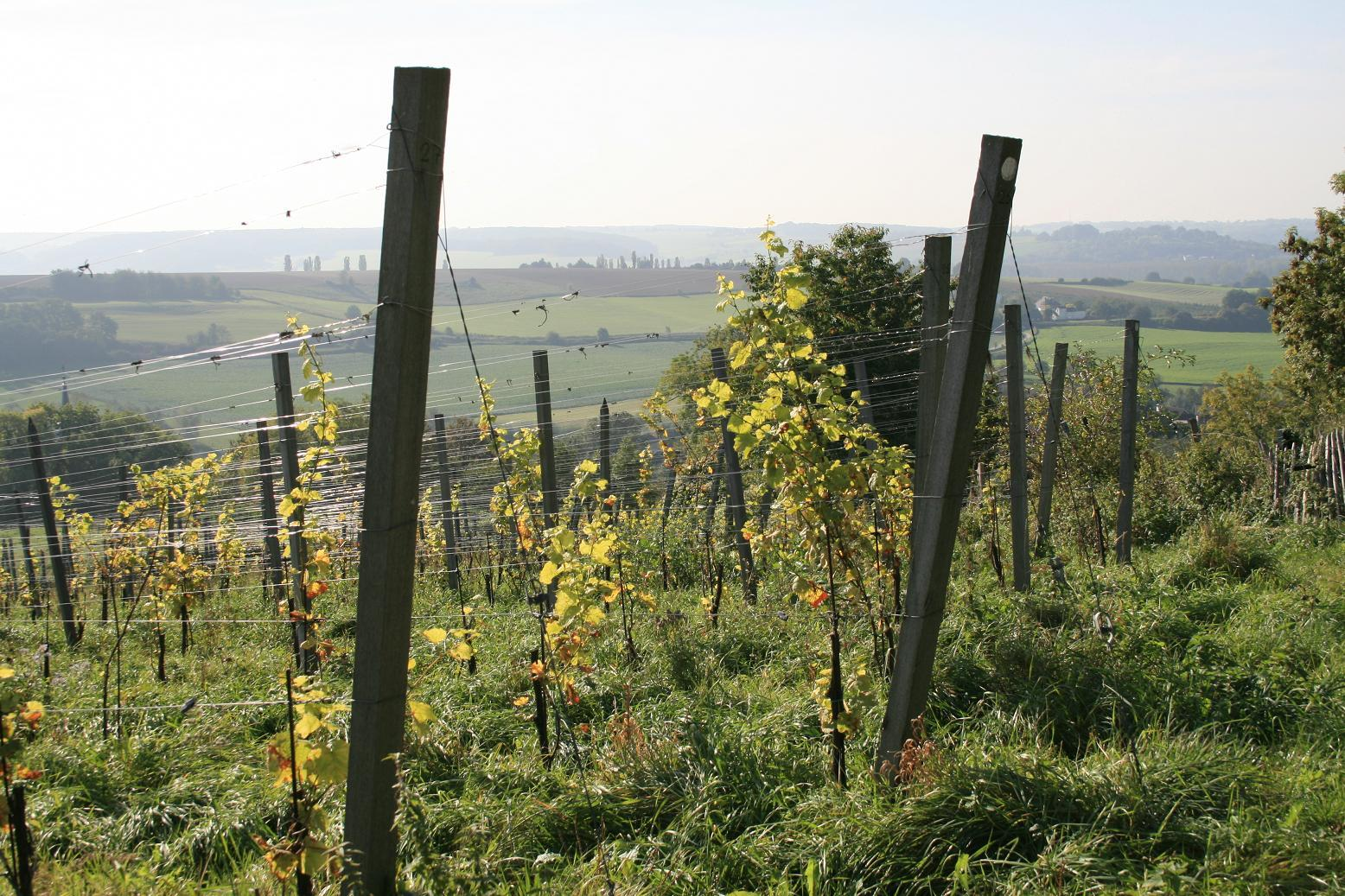
リンブルフ州エイスのブドウ畑Aldenborgh